# Das sterbende Tier

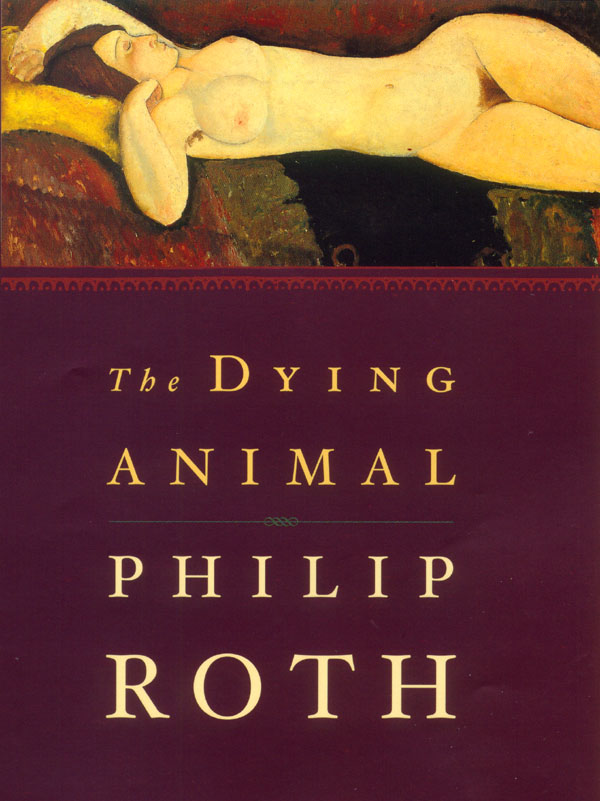

Das sterbende Tier, englischer Originaltitel The Dying Animal, ist ein 2001 erschienener Roman des amerikanischen Schriftstellers Philip Roth. Er erzählt die Geschichte eines älteren Literaturprofessors namens David Kepesh, der für eine Literaturkritik-Radiosendung bekannt ist und sich in eine obsessive Beziehung zu einer 38 Jahre jüngeren Studentin verstrickt. Das sterbende Tier ist der dritte Roman über den fiktiven Professor; der erste hat den Titel Die Brust (1972), der zweite Der Professor der Begierde (1977).

## Inhalt

### Handlung
Kepesh nutzt seine Stellung als Literaturprofessor und bekannter Kritiker im Fernsehen, um seine Studentinnen zu verführen, allerdings erst am Ende seines Seminars, um Scherereien zu vermeiden. Die Schilderung seiner Sexualität und seines Lebensentwurfs der sexuellen Freiheit im Gegensatz zu traditionellen Ehebindungen nimmt einen breiten Raum im Roman ein.
Als Studentin begegnet ihm auch Consuela Castillo, Tochter kubanischer Exilanten, wohlbehütet und von makelloser Schönheit. Von ihrer Schönheit fasziniert und von seinen eigenen Ängsten und Nöten des Alterns getrieben, entwickelt Kepesh eine ihm bisher unbekannte Obsession für die junge Frau, ohne dabei jedoch eine Beziehung mit Treue und Emotionalität entwickeln zu können. Zum ersten Mal in seinem Leben peinigt ihn rasende Eifersucht – auf alle Männer, die Consuela vor ihm gehabt hat und die sie nach ihm haben wird. Ein für den Erzähler belangloser Anlass, seine Abwesenheit bei ihrer Abschlussfeier, führt zum Bruch des Paares, das sich der gesellschaftlichen Nichtakzeptanz und Unmöglichkeit einer Beziehung zwischen älterem Professor und junger Studentin immer bewusst gewesen ist. Kepesh bleibt von Sehnsucht und Depressivität gezeichnet zurück.
Zum Erzählzeitpunkt liegt die Affäre acht Jahre zurück. Der Erzähler berichtet von seinem Leben nach Consuelas Verlust und von einer erneuten Wende: Consuela ruft acht Jahre nach Abbruch der Beziehung wieder bei Kepesh an. Die nun 32-Jährige hat die Diagnose Brustkrebs erhalten. In panischer Angst vor ihrem Tod und dem sicheren Wissen um die Teilentfernung der Brust, für sie gleichsam Zerstörung ihres Körpers, wendet sie sich an den einzigen Mann, der sie ihre Schönheit und die Besonderheit ihres Körpers hat spüren lassen.
Von Consuelas Krebsdiagnose überwältigt, stimmt Kepesh spontan einem Treffen zu. Sie besucht ihn am Silvesterabend, an dem die Menschheit ausgelassen die Jahrtausendwende feiert. Im Wissen um ihre Krankheit verspürt er keine sexuelle Begierde mehr. Der Telefonanruf einer anderen Frau löst in ihm den Impuls zur Flucht aus. Ob es zu einem weiteren Treffen kommt, um das sie ihn bittet, als ihr Operationstermin feststeht, bleibt offen.

### Themen
Der Roman ist nicht nur eine Geschichte über sexuelle Leidenschaft, sondern er hinterfragt auch zentrale Grundsätze menschlicher Beziehung, der sozialen Kultur und schließlich der amerikanischen Ideologie, des evangelischen Puritanismus. Kepesh kritisiert und überprüft auch seine Einstellung zur Erziehung und seiner Männlichkeit. Nicht zuletzt beleuchtet der Roman die Ängste und Schwierigkeiten der Kinder von Exilanten.

### Kulturelle Verweise
Der Titel The Dying Animal ist dem Gedicht Sailing to Byzantium des irischen Dichters W. B. Yeats entnommen. Der Ich-Erzähler zitiert im Roman: „Consume my heart away; sick with desire / And fastened to a dying animal / It knows not what it is.“ In der deutschen Übersetzung lautet die Passage: „Verzehr mein Herz; krank vor Begehren und / Gefesselt an das sterbende Tier / Weiß es nicht, was es ist.“
Viele Ausgaben zeigen als Titelbild Le grand nu (1919) des Malers Amedeo Modigliani. Das Gemälde wird im Roman als Abbild Consuelas beschrieben und ist auf einer Postkarte abgebildet, die sie Kepesh sendet.

## Rezeption
Nach Roths weithin gelobter Amerikanischen Trilogie – bestehend aus American Pastoral (1997, deutsch: Amerikanisches Idyll), I Married a Communist (1998, deutsch: Mein Mann, der Kommunist) und The Human Stain (2000, deutsch: Der menschliche Makel) – war The Dying Animal nicht das Buch, das die amerikanische Literaturkritik von dem Autor erwartete. Statt einer weiteren kritischen Bestandsaufnahme des Landes wurde das Buch als Rückzug ins Private geschmäht. Michiko Kakutani nannte es in der New York Times „geringfügig und enttäuschend“. Der Protagonist werde auf einen „oberflächlichen, sex-besessenen Narzissten“ reduziert, mit dessen Isolation und Ahnung seiner Sterblichkeit der Leser kein Mitgefühl aufbringen könne.
Vor allem Kritikerinnen reagierten laut Claudia Roth Pierpont wütend auf Kepeshs Haltung gegenüber Frauen und seine übermäßige Betonung von Consuelas Brüsten. Für Zoë Heller in The New Republic waren Roths sexuelle Darstellungen die eines Serientäters, der unter dem Komplex einer Vagina dentata (bezahnten Vagina) leide. Adam Mars-Jones las im Observer die Beschreibung Consuelas abwechselnd als die eines Zoo-Exponats und eines Kunstobjekts. Gail Caldwell im Boston Globe klagte: „Warum müssen brillante Männer manchmal so dumm gegenüber Frauen sein?“ Und sie wusste nicht, ob sie das Kepesh oder Roth anlasten sollte, weil der Autor wenig Anstrengungen unternehme, sich von seiner „elendigen Figur“ zu distanzieren.
Laut Ronald Bush in Tikkun musste Roth geahnt haben, dass er von der Kritik für diese „kurze, zweideutige und verstörende Fortsetzung“ der Amerikanischen Trilogie „verprügelt“ werden würde und sich in der Öffentlichkeit die negativen Stereotypen über sein Werk verfestigen würden. Selbst einer der größten Verteidiger des Buches, Keith Gessen in The Nation, hielt es eher für einen Essay als ein fiktionales Werk und bewunderte vor allem Roths unbedingtes Verlangen, seine persönlichen Wahrheiten zu verkünden, selbst wenn er dafür seinen literarischen Instinkt opfern müsse. Mark Shechner spekulierte, dass es Roth ein Bedürfnis gewesen sei, zu einem Zeitpunkt, als er in der amerikanischen Öffentlichkeit auf einen Podest gehoben, als nationale Institution anerkannt und als Nobelpreiskandidat gehandelt wurde, den „dreckigen alten Mann“ auszupacken, und er zog das Fazit: „Roth schreibt immer noch mit seinem Schwanz und ist noch nicht bereit, ihn wegzustecken.“

## Verfilmung
Der Roman bildete die Vorlage für Nicholas Meyers Drehbuch zu dem Film Elegy oder die Kunst zu lieben.

## Sekundärliteratur
- Peter Mathews: The Pornography of Destruction: Performing Annihilation in The Dying Animal. In: Philip Roth Studies 3:1, 2007, S. 44–55.